# Championnat national de tennis des États-Unis 1928
Pour un article plus général, voir US Open de tennis.
Résultats détaillés de l’édition 1928 du championnat de tennis US National qui est disputée du 20 au 27 août 1928.

## Palmarès
| Tableau          | Vainqueurs                  | Vainqueurs           | Score                   | Finalistes                     | Finalistes             |
| ---------------- | --------------------------- | -------------------- | ----------------------- | ------------------------------ | ---------------------- |
| Simple dames     | Helen Wills                 | États-Unis           | 6-2, 6-1                | Helen Hull Jacobs              | États-Unis             |
| Simple messieurs | Henri Cochet                | France               | 4-6, 6-4, 3-6, 7-5, 6-3 | Francis Hunter                 | États-Unis             |
| Double dames     | Hazel Hotchkiss Helen Wills | États-Unis           | 6-2, 6-2                | Edith Cross Anna McCune Harper | Royaume-Uni États-Unis |
| Double messieurs | George Lott John Hennessey  | États-Unis           | 6-2 6-1 6-2             | Gerald Patterson John Hawkes   | Australie              |
| Double mixte     | Helen Wills John Hawkes     | États-Unis Australie | 6-1, 6-3                | Edith Cross Edgar Moon         | Royaume-Uni Australie  |

## Simple dames
|  |              |  |   |   |  |
|  | Finale       |  |   |   |  |
|  |              |  |   |   |  |
|  |              |  |   |   |  |
|  | Helen Wills  |  | 6 | 6 |  |
|  | Helen Wills  |  | 6 | 6 |  |
|  | Helen Jacobs |  | 2 | 1 |  |

## Double dames
|  |                                |  |   |   |  |
|  | Finale                         |  |   |   |  |
|  |                                |  |   |   |  |
|  |                                |  |   |   |  |
|  | Hazel Hotchkiss Helen Wills    |  | 6 | 6 |  |
|  | Hazel Hotchkiss Helen Wills    |  | 6 | 6 |  |
|  | Edith Cross Anna McCune Harper |  | 2 | 2 |  |

## Double mixte
|  |                         |  |   |   |  |
|  | Finale                  |  |   |   |  |
|  |                         |  |   |   |  |
|  |                         |  |   |   |  |
|  | Helen Wills John Hawkes |  | 6 | 6 |  |
|  | Helen Wills John Hawkes |  | 6 | 6 |  |
|  | Edith Cross Edgar Moon  |  | 1 | 3 |  |